# 2023–2024-es NBA-szezon
A 2023–2024-es NBA-szezon a National Basketball Association 78. szezonja. Az alapszakasz 2023 októberében kezdődött és 2024 áprilisában fejeződött be. Az All Star-gálát a Gainbridge Fieldhouseban, Indianapolisban tartották, 2024. február 18-án. Ezek mellett ebben a szezonban került először megrendezésre az NBA-Kupa.

## Áttekintés

### Visszavonult játékosok
- 2023. május 22.: Carmelo Anthony húsz év után visszavonult a kosárlabdától. Ebben az időszakban hat csapatban játszott az NBA-ben, tízszeres All Star volt és hatszor választották be All-NBA-csapatokba. 2013-ban a liga pontkirálya volt és minden idők 75 legjobb NBA-játékosa egyikeként tartják számon.[2]
- 2023. június 14.: Ekpe Udoh tizenhárom év után visszavonult a kosárlabdától, hogy az Atlanta Hawks segédedzője legyen. Ebben az időszakban négy NBA-csapatban játszott.[3]
- 2023. június 18.: Lou Williams tizennyolc év után visszavonult a kosárlabdától. Ebben az időszakban hat csapatban játszott az NBA-ben, háromszor is az év hatodik embere lett.[4]
- 2023. július 7.: Luigi Datome bejelentette, hogy visszavonul a 2023-as világbajnokság után. Pályafutása nagy részét az NBA-n kívül játszotta, de két csapatban szerepelt két szezon alatt.[5]
- 2023. július 28.: Udonis Haslem 20 év után visszavonult a kosárlabdától. Egész pályafutását a Miami Heat színeiben töltötte, háromszoros bajnok volt.[6]
- 2023. augusztus 29.: Ji Csienlien bejelentette, hogy visszavonul a kosárlabdától. Öt évet töltött az NBA-ben, négy csapat játékosaként, 2007 és 2012 között.[7]
- 2023. augusztus 31.: Othello Hunter bejelentette, hogy visszavonul a kosárlabdától. Az NBA-ben mindössze két szezont játszott, az Atlanta Hawks színeiben, 2008 és 2010 között.[8]
- 2023. szeptember 29.: Wayne Ellington 13 év után visszavonult a kosárlabdától. Ebben az időszakban kilenc csapatban játszott.[9]
- 2023. október 20: Andre Iguodala bejelentette, hogy 19 év után visszavonul a kosárlabdától. Négy csapatban játszott és négyszeres bajnok volt, mindet a Golden State Warriors színeiben nyerte.[10]
- 2023. december 1.: Terrence Ross bejelentette, hogy tizenegy év után visszavonul a kosárlabdától. Három csapatban játszott pályafutása során.[11]
- 2024. január 4.: Ricky Rubio bejelentette, hogy tizenhárom év után visszavonul az NBA-től.[12] Öt csapat színeiben játszott.
- 2024. február 1.: Marc Gasol bejelentette, hogy tizennégy év után visszavonul a kosárlabdától.[13] 2013-ban az év védekező játékosa volt és 2019-ben bajnok lett.

### Edzőváltások
| Csapat               | 2022–2023-as szezon  | Indok                | 2023–2024-es szezon  | 2023–2024-es szezon | For.          |
| Csapat               | 2022–2023-as szezon  | Indok                | Új edző              | Korábbi pozíciók az NBA-ben | For.          |
| Szezon kezdete előtt | Szezon kezdete előtt | Szezon kezdete előtt | Szezon kezdete előtt | Szezon kezdete előtt | For.          |
| -------------------- | -------------------- | -------------------- | -------------------- | --- | ------------- |
| Detroit Pistons      | Dwane Casey          | Lemondott            | Monty Williams       | - Portland Trail Blazers (asszisztens) - New Orleans Hornets / Pelicans - Oklahoma City Thunder (asszisztens vezetőedző) - Philadelphia 76ers (asszisztens) - Phoenix Suns | [ 14 ] [ 15 ] |
| Houston Rockets      | Stephen Silas        | Kirúgva              | Ime Udoka            | - San Antonio Spurs (asszisztens) - Philadelphia 76ers (asszisztens) - Brooklyn Nets (asszisztens) - Boston Celtics                                                        | [ 16 ] [ 17 ] |
| Toronto Raptors      | Nick Nurse           | Kirúgva              | Darko Rajaković      | - Oklahoma City Thunder (asszisztens) - Phoenix Suns (asszisztens) - Memphis Grizzlies (asszisztens)                                                                       | [ 18 ]        |
| Milwaukee Bucks      | Mike Budenholzer     | Kirúgva              | Adrian Griffin       | - Milwaukee Bucks (asszisztens) - Chicago Bulls (asszisztens) - Orlando Magic (asszisztens) - Oklahoma City Thunder (asszisztens) - Toronto Raptors (asszisztens)          | [ 19 ] [ 20 ] |
| Phoenix Suns         | Monty Williams       | Kirúgva              | Frank Vogel          | - Boston Celtics (asszisztens) - Philadelphia 76ers (asszisztens) - Indiana Pacers (asszisztens és vezetőedző) - Orlando Magic - Los Angeles Lakers                        | [ 21 ]        |
| Philadelphia 76ers   | Doc Rivers           | Kirúgva              | Nick Nurse           | - Toronto Raptors (assisztens) - Toronto Raptors | [ 22 ] [ 23 ] |
| A szezon közben      |                      |                      |                      | |               |
| Milwaukee Bucks      | Adrian Griffin       | Kirúgva              | Doc Rivers           | - Orlando Magic - Boston Celtics - Los Angeles Clippers - Philadelphia 76ers - Milwaukee Bucks                                                                             | [ 24 ]        |
| Washington Wizards   | Wes Unseld Jr.       | Kirúgva              | Brian Keefemb.       | - Oklahoma City Thunder (assisztens) - New York Knicks (assisztens) - Los Angeles Lakers (assisztens) - Brooklyn Nets (assisztens) - Washington Wizards (assisztens)       | [ 25 ]        |

### Játékos-tranzakciók
Június
| - 2023. június 9.: Denver Nuggets – Oklahoma City Thunder - Denver kapta: 2023-as első köri választás, 2024-es első köri választás, 2024-es második köri választás - Oklahoma City kapta: 2029-es védett első köri választás - 2023. június 22.: Draft-napi tranzakciók - 2023. június 23.: Minnesota Timberwolves – San Antonio Spurs - Timberwolves kapta: Leonard Miller draftjoga - Spurs kapta: 2026-os második köri választás, 2028-as második köri választás - 2023. június 23.: Boston Celtics – Washington Wizards – Memphis Grizzlies - Celtics kapta: Kristaps Porziņģis, Marcus Sasser draftjoga, 2024-es védett első köri választás - Wizards kapta: Tyus Jones, Danilo Gallinari, Mike Muscala, Julian Phillips draftjoga - Grizzlies kapta: Marcus Smart - 2023. június 23.: Denver Nuggets – Indiana Pacers – Los Angeles Lakers – Oklahoma City Thunder - Nuggets kapta: Julian Strawther draftjoga, Jalen Pickett draftjoga, Hunter Tyson draftjoga, 2024-es második köri választás - Pacers kapta: Mojave King draftjoga, 2024-es első köri választás, - Lakers kapta: Maxwell Lewis draftjoga - Thunder kapta: 2029-es védett első köri választás | - 2023. június 24.: Indiana Pacers – Washington Wizards – Phoenix Suns - Pacers kapta: Jarace Walker, 2028-as és 2029-es második köri választás - Wizards kapta: Chris Paul, Landry Shamet, Bilal Coulibaly draftjoga, 2024-es, 2026-os, 2028-as és 2030-as első köri választáscsere, 2024-es, 2025-ös, 2026-os, 2027-es és 2030-as második köri választás - Suns kapta: Bradley Beal, Jordan Goodwin, Isaiah Todd - 2023. június 28.: Detroit Pistons – Boston Celtics - Pistons kapta: Marcus Sasser draftjoga - Celtics kapta: James Nnaji draftjoga, 2025-ös és 2026-os második köri választás - 2023. június 28.: Charlotte Hornets – Boston Celtics - Celtics kapta: Colby Jones draftjoga és Mouhamed Gueye draftjoga - Hornets kapta: James Nnaji draftjoga - 2023. június 28.: Atlanta Hawks – Boston Celtics - Hawks kapta: Mouhamed Gueye draftjoga - Celtics kapta: 2027-es második köri választás - 2023. június 28.: Chicago Bulls – Washington Wizards - Bulls kapta: Julian Phillips - Wizards kapta: 2026-os és 2027-es második köri választás - 2023. június 30.: Detroit Pistons – Los Angeles Clippers - Pistons kapta: pénzösszeg - Clippers kapta: Balša Koprivica draftjoga |

Július
| - 2023. július 6.: Detroit Pistons – Brooklyn Nets - Pistons kapta: Joe Harris, 2027-es és 2029-es második köri választás - Nets kapta: pénzösszeg - 2023. július 6.: Houston Rockets – Brooklyn Nets - Nets kapta: 2028-as védett második köri választás - Rockets kapta: Patty Mills, 2029-es második köri választás - 2023. július 6.: Dallas Mavericks – Oklahoma City Thunder - Mavericks kapta: Dereck Lively II draftjoga - Thunder kapta: Dāvis Bertāns, Cason Wallace draftjoga - 2023. július 6.: Dallas Mavericks – Sacramento Kings - Mavericks kapta: Richaun Holmes, Olivier-Maxence Prosper draftjoga - Kings kapta: pénzösszeg - 2023. július 6.: Detroit Pistons – Washington Wizards - Pistons kapta: Monté Morris - Wizards kapta: 2027-es második köri választás - 2023. július 6.: Golden State Warriors – Washington Wizards - Warriors kapta: Chris Paul - Wizards kapta: Patrick Baldwin Jr., Jordan Poole, Ryan Rollins, 2027-es második köri választás és 2030-as első köri választás, pénzösszeg - 2023. július 6.: Indiana Pacers – Sacramento Kings - Pacers kapta: 2028-as és 2030-as második köri választás - Kings kapta: Chris Duarte - 2023. július 6.: Miami Heat – Oklahoma City Thunder - Heat kapta: pénzösszeg - Thunder kapta: Victor Oladipo, 2029-es és 2030-as második köri választás - 2023. július 6.: Cleveland Cavaliers – Miami Heat – San Antonio Spurs - Cavaliers kapta: Max Strus - Heat kapta: 2026-os és 2027-es második köri választás - Spurs kapta: Cedi Osman, Lamar Stevens, 2026-os és 2030-as második köri választás, pénzösszeg - 2023. július 7.: Atlanta Hawks – Utah Jazz - Hawks kapta: Rudy Gay, 2026-os védett második köri választás - Jazz kapta: John Collins | - 2023. július 7.: Indiana Pacers – New York Knicks - Pacers kapta: Obi Toppin - Knicks kapta: 2028-as és 2029-es második köri választás - 2023. július 8.: Cleveland Cavaliers – Utah Jazz - Cavaliers kapta: Damian Jones - Jazz kapta: pénzösszeg - 2023. július 8.: Atlanta Hawks – Houston Rockets – Los Angeles Clippers – Memphis Grizzlies – Oklahoma City Thunder - Hawks kapta: Usman Garuba, TyTy Washington, 2025-ös és 2028-as második köri választás, pénzösszeg - Rockets kapta: Dillon Brooks, Alpha Kaba draftjoga (2017, 60.), 2026-os és 2027-es második köri választás - Clippers kapta: Kenyon Martin Jr., 2026-os második köri választáscsere-jog - Grizzlies kapta: Josh Christopher, Vanja Marinković draftjoga (2019, 60.) - Thunder kapta: Patty Mills, 2024-es, 2029-es és 2030-as második köri választás - 2023. július 11.: Memphis Grizzlies – Phoenix Suns - Grizzlies kapta: Isaiah Todd, 2024-es és 2030-as második köri választáscsere-jog - Suns kapta: 2025-ös, 2028-as és 2029-es második köri választás - 2023. július 12.: Atlanta Hawks – Oklahoma City Thunder - Hawks kapta: Patty Mills - Thunder kapta: Usman Garuba, Rudy Gay, TyTy Washington, 2026-os védett második köri választás - 2023. július 12.: Boston Celtics – Dallas Mavericks – San Antonio Spurs - Celtics kapta: 2024-es és 2030-as második köri választás, 2025-ös második köri választáscsere - Mavericks kapta: Grant Williams, 2025-ös és 2028-as második köri választás - Spurs kapta: Reggie Bullock, 2030-as második köri választáscsere - 2023. július 17.: Orlando Magic – Phoenix Suns - Magic kapta: 2026-os első köri választáscsere - Suns kapta: 2024-es és 2026-os második köri választás, 2028-as védett második köri választás - 2023. július 17.: Phoenix Suns – San Antonio Spurs - Suns kapta: 2024-es védett második köri választás - Spurs kapta: Cameron Payne, 2025-ös második köri választás, pénzösszeg |

Szeptember és október
- 2023. szeptember 27.: Milwaukee Bucks – Phoenix Suns – Portland Trail Blazers[55][56][57]
  - Bucks kapta: Damian Lillard
  - Suns kapta: Grayson Allen, Keon Johnson, Nassir Little, Jusuf Nurkić
  - Trail Blazers kapta: Deandre Ayton, Toumani Camara, Jrue Holiday, 2029-es első köri választás,[p] 2028-as és 2030-as első köri választáscsere[p]
- 2023. október 1.: Boston Celtics – Portland Trail Blazers[58][59]
  - Celtics kapta: Jrue Holiday
  - Trail Blazers kapta: Malcolm Brogdon, Robert Williams III, 2024-es védett első köri választás,[e][ao] 2029-es első köri választás[ap]
- 2023. október 17.: Houston Rockets – Oklahoma City Thunder[60][61]
  - Rockets kapta: Victor Oladipo, Jeremiah Robinson-Earl
  - Thunder kapta: Kevin Porter Jr., 2027-es[d] és 2028-as második köri választás[p]

| November és december - 2023. november 1.: Los Angeles Clippers – Oklahoma City Thunder – Philadelphia 76ers - Clippers kapta: James Harden, Filip Petrušev, P. J. Tucker - Thunder kapta: 2027-es első köri választáscsere, pénzösszeg - 76ers kapta: Nicolas Batum, Robert Covington, Kenyon Martin Jr., Marcus Morris Sr., 2026-os és 2028-as első köri választás, 2029-es védett első köri választáscsere, 2024-es és 2029-es második köri választás, pénzösszeg - 2023. november 3.: Los Angeles Clippers – Sacramento Kings - Clippers kapta: Luka Mitrović (2015, 60.) draftjoga - Kings kapta: Filip Petrušev, pénzösszeg - 2023. december 30.: New York Knicks – Toronto Raptors - Knicks kapta: Precious Achiuwa, O.G. Anunoby, Malachi Flynn - Raptors kapta: RJ Barrett, Immanuel Quickley, 2024-es második köri választás | Január - január 14.: Detroit Pistons – Washington Wizards - Pistons kapta: Danilo Gallinari, Mike Muscala - Wizards kapta: Marvin Bagley III, Isaiah Livers, 2025-ös és 2026-os második köri választás - január 17.: Indiana Pacers – New Orleans Pelicans - Pacers kapta: Kira Lewis Jr., 2024-es második köri választás - Pelicans kapta: pénzösszeg - január 17.: Indiana Pacers – Toronto Raptors - Pacers kapta: Pascal Siakam - Raptors kapta: Bruce Brown, Kira Lewis Jr., Jordan Nwora, 2024-es és 2026-os védett első köri választás, 2024-es első köri választás - január 23.: Charlotte Hornets – Miami Heat - Hornets kapta: Kyle Lowry, 2027-es védett első köri választás - Heat kapta: Terry Rozier |

Február
| - 2024. február 1.: Houston Rockets – Memphis Grizzlies - Rockets kapta: Steven Adams - Grizzlies kapta: Victor Oladipo, 2024-es és 2025-ös második köri választás, 2024-es védett második köri választás - 2024. február 7.: Boston Celtics – Memphis Grizzlies - Celtics kapta: Xavier Tillman Sr. - Grizzlies kapta: Lamar Stevens, 2027-es és 2030-as második köri választás - 2024. február 8.: Boston Celtics – Philadelphia 76ers - Celtics kapta: 2027-es védett második köri választás - 76ers kapta: Dalano Banton - 2024. február 8.: Brooklyn Nets – Toronto Raptors - Nets kapta: Dennis Schröder, Thaddeus Young - Raptors kapta: Spencer Dinwiddie - 2024. február 8.: Charlotte Hornets – Dallas Mavericks - Hornets kapta: Seth Curry, Grant Williams, 2027-es védett második köri választás - Mavericks kapta: P. J. Washington, 2024-es és 2028-as második köri választás - 2024. február 8.: Charlotte Hornets – Oklahoma City Thunder - Hornets kapta: Dāvis Bertāns, Tre Mann, Vasilije Micić, 2024-es és 2025-ös második köri választás, pénzösszeg - Thunder kapta: Gordon Hayward - 2024. február 8.: Dallas Mavericks – Oklahoma City Thunder - Mavericks kapta: 2024-es első köri választás - Thunder kapta: 2028-as első köri választáscsere-jog - 2024. február 8.: Dallas Mavericks – Washington Wizards - Mavericks kapta: Daniel Gafford - Wizards kapta: Richaun Holmes, 2024-es első köri választás - 2024. február 8.: Denver Nuggets – Los Angeles Clippers - Nuggets kapta: pénzösszeg - Clippers kapta: Ismaël Kamagate (2022, 46.) draftjoga - 2024. február 8.: Detroit Pistons – Minnesota Timberwolves - Pistons kapta: Troy Brown Jr., Shake Milton, 2030-as második köri választás - Timberwolves kapta: Monté Morris | - 2024. február 8.: Detroit Pistons – New York Knicks - Pistons kapta: Ryan Arcidiacono, Malachi Flynn, Evan Fournier, Quentin Grimes, 2028-as és 2029-es második köri választás, pénzösszeg - Knicks kapta: Bojan Bogdanović, Alec Burks - 2024. február 8.: Detroit Pistons – Philadelphia 76ers - Pistons kapta: Danuel House Jr., 2024-es második köri választás, pénzösszeg - 76ers kapta: 2028-as második köri választás - 2024. február 8.: Detroit Pistons – Utah Jazz - Pistons kapta: Simone Fontecchio - Jazz kapta: Kevin Knox II, Gabriele Procida (2022, 36.) draftjoga, 2024-es második köri választás - 2024. február 8.: Golden State Warriors – Indiana Pacers - Warriors kapta: 2024-es második köri választás - Jazz kapta: Cory Joseph, 2025-ös védett második köri választás, pénzösszeg - 2024. február 8.: Milwaukee Bucks – Philadelphia 76ers - Bucks kapta: Patrick Beverley - 76ers kapta: Cameron Payne, 2027-es második köri választás - 2024. február 8.: Milwaukee Bucks – Sacramento Kings - Milwaukee kapta: Dimítrisz Agravánisz (2015, 59.) draftjoga - Kings kapta: Robin Lopez, pénzösszeg - 2024. február 8.: Toronto Raptors – Utah Jazz - Raptors kapta: Kira Lewis Jr., Otto Porter Jr., első köri választás - Jazz kapta: Ochai Agbaji, Kelly Olynyk - 2024. február 8.: Brooklyn Nets – Memphis Grizzlies – Phoenix Suns - Nets kapta: Keita Bates-Diop, Jordan Goodwin, Vanja Marinković (2019, 60.) draftjoga, 2026-os, 2028-as és 2029-es második köri választás - Grizzlies kapta: Chimezie Metu, Vatanabe Juta, 2026-os első köri választáscsere - Suns kapta: Royce O’Neale, David Roddy - 2024. február 8.: Indiana Pacers – Philadelphia 76ers – San Antonio Spurs - Pacers kapta: Furkan Korkmaz, Doug McDermott, 2024-es és 2029-es második köri választás, pénzösszeg - 76ers kapta: Buddy Hield - Spurs kapta: Marcus Morris Sr., 2029-es második köri választás, pénzösszeg |

Jegyzetek
1. 1 2 3 4 5 6 7  Oklahoma City választása
2. 1 2 3  Denver választása
3. ↑  Utah választása
4. 1 2 3 4  Minnesota választása
5. 1 2 3 4  Golden State választása
6. ↑  Charlotte és Minnesota választásai közül a rosszabb
7. ↑  A legrosszabb a Houston, a Los Angeles Clippers, az Oklahoma City és a Utah választásai közül; Houston választása védett 1–4-ig, Utah választása védett 1–10-ig.
8. ↑  Ha aThunder megkapja a Nuggets védett választását 2027-ban vagy 2028-ban, akkor az a választás két évvel később használható lesz, ha 6. és 30. hely közé esik. Ha nem, akkor Denver 2030-as második köri választását kapja meg.
9. 1 2 3 4 5 6  Phoenix választása
10. ↑  Washington választása
11. ↑  A Detroit (ha 31–55 között), a Golden State és a Washington választásai közül a legjobb.
12. ↑  A Minnesota, a New Orleans, a New York és a Portland választásai közül a legjobb.
13. 1 2  Atlanta választása
14. 1 2  Chicago választása
15. 1 2 3 4 5 6 7  Dallas választása
16. 1 2 3 4 5 6  Milwaukee választása
17. 1 2 3 4 5 6 7  Houston választása
18. ↑  A Brooklyn és a Dallas választásai közül a legjobb.
19. ↑  Sacramento választása
20. 1 2 3  Miami választása
21. 1 2  Lakers választása
22. ↑  A Houston, az Indiana, a Miami, az Oklahoma és a San Antonio választásai közül a legrosszabb.
23. ↑  Cleveland választása
24. 1 2 3 4 5 6  Memphis választása
25. ↑  Atlanta akkor kapja meg a választást, ha 31–42 közé esik. Ha nem, akkor Portland kapja a választást és a Hawks nem kap semmit. A választást július 12-én továbbküldték Oklahomának.
26. ↑  Indiana és Phoenix választásai közül a legrosszabb.
27. ↑  Indiana és Washington választásai közül a legrosszabb.
28. 1 2 3 4 5  Clippers választása
29. ↑  Washingtonnak van joga először választást cserélni Phoenixszel, majd Memphis cserélhet Phoenixszel.
30. 1 2  New Orleans választása.
31. ↑  Oklahoma City akkor kapja meg a választást, ha a 31–42. hely közé esik, egyébként meg a Portlandé lesz.
32. ↑  Chicago és New Orleans választásai közül a legjobb.
33. ↑  Detroit, Golden State és Washington választásai közül a legjobb.
34. ↑  Toronto választása
35. ↑  Phoenix vagy Washington választása.
36. ↑  Detroit, Milwaukee és Orlando választásai közül a legrosszabb.
37. ↑  Boston választása
38. ↑  Phoenix akkor kapja meg, ha a választás 46–60. közé esik.
39. ↑  San Antonio választása
40. ↑  Phoenix akkor kapja meg a választást, ha 50–54. hely közé esik
41. ↑  Portland akkor kapja meg a választási jogot 2024-ben, ha az az 5. és a 30. hely közé esik. 2025-ben, ha 2. és 30. közé, vagy 2026-ban védettség nélkül.
42. ↑  BOS
43. ↑  Oklahoma City elcserélheti választását Denverére (6–30) vagy a Clippersére
44. ↑  Philadelphia akkor kaphatja meg, ha a 4–30. hely közé esik.
45. ↑  A legjobb Cleveland, Indiana, Toronto és Utah választásai közül, azzal a kivétellel, ha a legjobb választás Clevelandé vagy Utah-é, amely esetben a második legjobbat kapja meg.
46. 1 2  Detroit választása
47. ↑  Golden State and Washington választásai közül a rosszabb
48. ↑  Azt követően, hogy a választáscsere jogi kérdés megoldódik a Minnesota/New York és a New Orleans/Portland felek között, Washington mindkét pár jobb választásai közül a gyengébbet fogja megkapni.
49. ↑  Bostonnak van cserejoga New Orleans választására, amit követően a louisianai csapat az elérhető választást továbbadja Indianának.
50. ↑  Indiana választása.
51. ↑  Toronto akkor kapja meg a választást, ha a 4. és 30. hely közé esik. Ha nem, akkor a Cleveland, az Indiana és a Utah választásai közül a leggyengébbet kapja meg és Indiana 2025-ös második köri választását.
52. ↑  Toronto akkor kapja meg, ha az 5. és a 30. hely közé esik, egészen 2027-ig ugyanezzel a védettséggel. Ha mind a két évben az 1. és a 4. hely közé esik a választás, akkor Utah 2027-es és Dallas 2028-as második köri választását kapják meg.
53. ↑  A Houston, a Los Angeles Clippers, az Oklahoma City és a Utah választásai közül a legrosszabb. Houston választása védett az 1–4. helyig, míg a Utah-é 1–10-ig.
54. ↑  Charlotte akkor kapja meg, ha a 15. és a 30. hely közé esik. Ha nem, akkor a 2028-as első köri választást lesz övék.
55. ↑  A jobb Houston és Oklahoma választásai közül.
56. ↑  A jobb Brooklyn (ha a 31. és 54. hely között van) és a Golden State (ha a 31. és 55. hely között van) választásai közül.
57. ↑  New Orleans és Portland választásai közül a rosszabb, ha az 56. és 60. hely közé esik.
58. ↑  A Hornets akkor kapja meg, ha a 3. és 30. helyek közé esik
59. ↑  BOS
60. ↑  Philadelphia választása
61. ↑  A második legjobb választás a Houston (ha 5. és 30. között), a Los Angeles Clippers, az Oklahoma City és a Utah (11–30.) választásai közül.
62. ↑  A második legrosszabb Houston, a Los Angeles Clippers, Oklahoma City és Utah választásai közül. Houston választása védett az 1–4. pozíciók között, Utah-é pedig 1–10. között.
63. ↑  A tranzakció idején a Philadelphia tulajdonában volt a New York választása, illetve a további csapatok választásai közül az egyik: Cleveland, Indiana, Toronto és Utah.
64. ↑  Memphis és Washington választásai közül a jobb.
65. ↑  Indiana három választás tulajdonosa, ezek közül a leggyengébb. Az egyetlen ezek közül, ami biztosan Indianaé az a Milwaukee-választás. A második Chicago és New Orleans választásai közül a gyengébb, a harmadik pedig Cleveland, Indiana és Utah közül a leggyengébb. Ezek mellett Torontónak is van joga az Indiana választásához, ha az 1–3. hely közé esik.
66. ↑  Charlotte választása.
67. ↑  Indiana akkor kapja meg, ha az 56. és a 60. hely közé kerül
68. ↑  Detroit, Milwaukee és Orlando választásai közül a legrosszabb.
69. ↑  Memphis elcserélheti saját választását, Orlando, Phoenix és Washington választásai közül a leggyengébbre.
70. ↑  Indiana, Toronto választásai közül a legjobb és Cleveland és Utah választásai közül a legrosszabb.
71. ↑  Portland választása

## Előszezon

### Nemzetközi mérkőzések
| Dátum      | Csapatok                                  | Aréna        | Helyszín                           | For.   |
| ---------- | ----------------------------------------- | ------------ | ---------------------------------- | ------ |
| október 5. | Dallas Mavericks – Minnesota Timberwolves | Etihad Aréna | Abu-Dzabi, Egyesült Arab Emírségek | [ 88 ] |
| október 7. | Dallas Mavericks – Minnesota Timberwolves | Etihad Aréna | Abu-Dzabi, Egyesült Arab Emírségek | [ 88 ] |

## Alapszakasz
Az alapszakasz 2023. október 14-én kezdődött és 2024. április 16-án ért véget.
| A rájátszásba jut       |
| A Play-In szakaszba jut |

### Csoportonként
| Keleti főcsoport    |    |    |      |      |        |           |         |
| Atlanti csoport     |    |    |      |      |        |           |         |
| Csapat              | Gy | V  | %    | GB   | Otthon | Idegenben | Csoport |
| z – Boston Celtics  | 64 | 18 | .780 | –    | 37‍–‍4     | 27‍–‍14       | 15‍–‍2      |
| New York Knicks     | 50 | 32 | .610 | 14.0 | 27‍–‍14    | 23‍–‍18       | 12‍–‍5      |
| Philadelphia 76ers  | 47 | 35 | .573 | 17.0 | 25‍–‍16    | 22‍–‍19       | 8‍–‍8       |
| Brooklyn Nets       | 32 | 50 | .390 | 32.0 | 20‍–‍21    | 12‍–‍29       | 5‍–‍11      |
| Toronto Raptors     | 25 | 57 | .305 | 39.0 | 14‍–‍27    | 11‍–‍30       | 1‍–‍15      |
| Központi csoport    |    |    |      |      |        |           |         |
| Csapat              | Gy | V  | %    | GB   | Otthon | Idegenben | Csoport |
| y – Milwaukee Bucks | 49 | 33 | .598 | –    | 31‍–‍11    | 18‍–‍22       | 10‍–‍7      |
| Cleveland Cavaliers | 48 | 34 | .585 | 1.0  | 26‍–‍15    | 22‍–‍19       | 11‍–‍5      |
| Indiana Pacers      | 47 | 35 | .573 | 2.0  | 26‍–‍15    | 21‍–‍20       | 11‍–‍6      |
| Chicago Bulls       | 39 | 43 | .476 | 10.0 | 20‍–‍21    | 19‍–‍22       | 7‍–‍9       |
| Detroit Pistons     | 14 | 68 | .171 | 35.0 | 7‍–‍33     | 7‍–‍35        | 2‍–‍14      |
| Délkeleti csoport   |    |    |      |      |        |           |         |
| Csapat              | Gy | V  | %    | GB   | Otthon | Idegenben | Csoport |
| y – Orlando Magic   | 47 | 35 | .573 | –    | 29‍–‍12    | 18‍–‍23       | 9‍–‍7       |
| Miami Heat          | 46 | 36 | .561 | 1.0  | 22‍–‍19    | 24‍–‍17       | 13‍–‍3      |
| Atlanta Hawks       | 36 | 46 | .439 | 11.0 | 21‍–‍20    | 15‍–‍26       | 8‍–‍8       |
| Charlotte Hornets   | 21 | 61 | .256 | 26.0 | 11‍–‍30    | 10‍–‍31       | 6‍–‍10      |
| Washington Wizards  | 15 | 67 | .183 | 32.0 | 7‍–‍34     | 8‍–‍33        | 4‍–‍12      |

| Nyugati főcsoport         |    |    |      |      |        |           |         |
| Északnyugati csoport      |    |    |      |      |        |           |         |
| Csapat                    | Gy | V  | %    | GB   | Otthon | Idegenben | Csoport |
| c – Oklahoma City Thunder | 57 | 25 | .695 | –    | 33‍–‍8     | 24‍–‍17       | 12‍–‍4      |
| Minnesota Timberwolves    | 57 | 25 | .695 | –    | 33‍–‍8     | 24‍–‍17       | 10‍–‍6      |
| Denver Nuggets            | 56 | 26 | .683 | 1.0  | 30‍–‍11    | 26‍–‍15       | 12‍–‍4      |
| Utah Jazz                 | 31 | 51 | .378 | 26.0 | 21‍–‍20    | 10‍–‍31       | 5‍–‍11      |
| Portland Trail Blazers    | 21 | 61 | .256 | 36.0 | 11‍–‍30    | 10‍–‍31       | 1‍–‍15      |
| Csendes-óceáni csoport    |    |    |      |      |        |           |         |
| Csapat                    | Gy | V  | %    | GB   | Otthon | Idegenben | Csoport |
| y – Los Angeles Clippers  | 51 | 31 | .622 | –    | 25‍–‍16    | 26‍–‍15       | 9‍–‍7       |
| Phoenix Suns              | 49 | 33 | .598 | 2.0  | 25‍–‍16    | 24‍–‍17       | 9‍–‍9       |
| Los Angeles Lakers        | 47 | 35 | .573 | 4.0  | 28‍–‍14    | 19‍–‍21       | 7‍–‍10      |
| Sacramento Kings          | 46 | 36 | .561 | 5.0  | 24‍–‍17    | 22‍–‍19       | 10‍–‍7      |
| Golden State Warriors     | 46 | 36 | .561 | 5.0  | 21‍–‍20    | 25‍–‍16       | 7‍–‍9       |
| Délnyugati csoport        |    |    |      |      |        |           |         |
| Csapat                    | Gy | V  | %    | GB   | Otthon | Idegenben | Csoport |
| y – Dallas Mavericks      | 50 | 32 | .610 | –    | 25‍–‍16    | 25‍–‍16       | 11‍–‍5      |
| New Orleans Pelicans      | 49 | 33 | .598 | 1.0  | 21‍–‍19    | 28‍–‍14       | 9‍–‍7       |
| Houston Rockets           | 41 | 41 | .500 | 9.0  | 27‍–‍14    | 14‍–‍27       | 9‍–‍7       |
| Memphis Grizzlies         | 27 | 55 | .329 | 23.0 | 9‍–‍32     | 18‍–‍23       | 8‍–‍8       |
| San Antonio Spurs         | 22 | 60 | .268 | 28.0 | 12‍–‍29    | 10‍–‍31       | 3‍–‍13      |

### Főcsoportonként
- z – Hazai pálya előny az egész rájátszásban (alapszakasz-bajnok)
- c – Hazai pálya előny a főcsoportdöntőig (alapszakasz főcsoport-győztes)
- y – Csoportgyőztes

| Keleti főcsoport |                     |    |    |      |      |
| Hely.            | Csapat              | Gy | V  | %    | GB   |
| 1.               | z – Boston Celtics  | 64 | 18 | .780 | –    |
| 2.               | New York Knicks     | 50 | 32 | .610 | 14.0 |
| 3.               | y – Milwaukee Bucks | 49 | 33 | .598 | 15.0 |
| 4.               | Cleveland Cavaliers | 48 | 34 | .585 | 16.0 |
| 5.               | y – Orlando Magic   | 47 | 35 | .573 | 17.0 |
| 6.               | Indiana Pacers      | 47 | 35 | .573 | 17.0 |
|                  |                     |    |    |      |      |
| 7.               | Philadelphia 76ers  | 47 | 35 | .573 | 17.0 |
| 8.               | Miami Heat          | 46 | 36 | .561 | 18.0 |
| 9.               | Chicago Bulls       | 39 | 43 | .476 | 25.0 |
| 10.              | Atlanta Hawks       | 36 | 46 | .439 | 28.0 |
|                  |                     |    |    |      |      |
| 11.              | Brooklyn Nets       | 32 | 50 | .390 | 32.0 |
| 12.              | Toronto Raptors     | 25 | 57 | .305 | 39.0 |
| 13.              | Charlotte Hornets   | 21 | 61 | .256 | 43.0 |
| 14.              | Washington Wizards  | 15 | 67 | .183 | 49.0 |
| 15.              | Detroit Pistons     | 14 | 68 | .171 | 50.0 |

| Nyugati főcsoport |                           |    |    |      |      |
| Hely.             | Csapat                    | Gy | V  | %    | GB   |
| 1.                | c – Oklahoma City Thunder | 57 | 25 | .695 | –    |
| 2.                | Denver Nuggets            | 57 | 25 | .695 | –    |
| 3.                | Minnesota Timberwolves    | 56 | 26 | .683 | 1.0  |
| 4.                | y – Los Angeles Clippers  | 51 | 31 | .622 | 6.0  |
| 5.                | y – Dallas Mavericks      | 50 | 32 | .610 | 7.0  |
| 6.                | Phoenix Suns              | 49 | 33 | .598 | 8.0  |
|                   |                           |    |    |      |      |
| 7.                | Los Angeles LakersPI      | 47 | 35 | .573 | 10.0 |
| 8.                | New Orleans Pelicans      | 49 | 33 | .598 | 8.0  |
| 9.                | Sacramento Kings          | 46 | 36 | .561 | 11.0 |
| 10.               | Golden State Warriors     | 46 | 36 | .561 | 11.0 |
|                   |                           |    |    |      |      |
| 11.               | Houston Rockets           | 41 | 41 | .500 | 16.0 |
| 12.               | Utah Jazz                 | 31 | 51 | .378 | 26.0 |
| 13.               | Memphis Grizzlies         | 27 | 55 | .329 | 30.0 |
| 14.               | San Antonio Spurs         | 22 | 60 | .268 | 35.0 |
| 15.               | Portland Trail Blazers    | 21 | 61 | .256 | 36.0 |

Jegyzetek
- PI: A Lakers a play-in szakasz következtében végzett a hetedik helyen, annak ellenére, hogy az alapszakaszban nyolcadikak lettek.

### Szezonbeli kieséses torna
Az NBA a 2023–2024-es szezontól kezdődően bevezetett egy szezonbeli kieséses tornát, aminek a felépítése a következő:
- Hat ötcsapatos csoport.
- Az alapszakasz első hat hetében csoportmérkőzéseket fognak játszani a csapatok, kettőt otthon, kettőt idegenben. Ezek a mérkőzések ettől függetlenül számítani fognak a csapatok alapszakasz-teljesítményébe is.
- A csoportok győztesei és két további csapat (amik kiválasztásának módja még nem ismert) fog tovább jutni az egyenes kieséses szakaszba.
- Az elődöntőket és a döntőt semleges pályán fogják játszani.
- A győztes csapat játékosai mind kapnak 500 ezer dollárt.
- Az NBA alapszakaszát megváltoztatják, hogy ne kelljen a csapatoknak a megszokottnál több mérkőzést játszani. Eredetileg minden csapatnak csak 80 mérkőzést fognak bejelenteni. Az egyenes kieséses szakasz első két fordulója (negyeddöntők és elődöntők) fog a 81. és 82. mérkőzésnek számítani azon csapatoknak, akik idáig eljutottak. A döntő egy 83. mérkőzés lesz a szezonban, ami viszont már nem számít az alapszakasz részének. Azok a csapatok, akik nem jutnak be az egyenes kieséses szakaszba vagy kiesnek a negyeddöntőben, kapnak további egy vagy két mérkőzést, hogy meglegyen a szükséges 82 mérkőzésük.

Egyenes kieséses szakasz
|  | Negyeddöntő                                       | Negyeddöntő                             |                                         |     | Elődöntő | Elődöntő |  |  | Döntő | Döntő |
|  |                                                   |                                         |                                         |     |          |          |  |  |       |       |
|  | December 5. – Fiserv Forum, Milwaukee             |                                         |                                         |     |          |          |  |  |       |       |
|  |                                                   |                                         |                                         |     |          |          |  |  |       |       |
|  | Milwaukee Bucks                                   | 146                                     |                                         |     |          |          |  |  |       |       |
|  | Milwaukee Bucks                                   | 146                                     | December 7. – T-Mobile Arena, Las Vegas |     |          |          |  |  |       |       |
|  | New York Knicks                                   | 122                                     |                                         |     |          |          |  |  |       |       |
|  | New York Knicks                                   | 122                                     | Milwaukee Bucks                         | 119 |          |          |  |  |       |       |
|  | December 4. – Gainbridge Fieldhouse, Indianapolis |                                         | Milwaukee Bucks                         | 119 |          |          |  |  |       |       |
|  |                                                   | Indiana Pacers                          | 128                                     |     |          |          |  |  |       |       |
|  | Indiana Pacers                                    | Indiana Pacers                          | 128                                     | 122 |          |          |  |  |       |       |
|  | Indiana Pacers                                    |                                         | December 9. – T-Mobile Arena, Las Vegas | 122 |          |          |  |  |       |       |
|  | Boston Celtics                                    | 112                                     |                                         |     |          |          |  |  |       |       |
|  | Boston Celtics                                    | 112                                     | Indiana Pacers                          | 109 |          |          |  |  |       |       |
|  | December 5. – Crypto.com Arena, Los Angeles       |                                         | Indiana Pacers                          | 109 |          |          |  |  |       |       |
|  |                                                   | Los Angeles Lakers                      | 123                                     |     |          |          |  |  |       |       |
|  | Los Angeles Lakers                                | Los Angeles Lakers                      | 123                                     | 106 |          |          |  |  |       |       |
|  | Los Angeles Lakers                                | December 7. – T-Mobile Arena, Las Vegas |                                         | 106 |          |          |  |  |       |       |
|  | Phoenix Suns                                      | 103                                     |                                         |     |          |          |  |  |       |       |
|  | Phoenix Suns                                      | 103                                     | Los Angeles Lakers                      | 133 |          |          |  |  |       |       |
|  | December 4. – Golden 1 Center, Sacramento         |                                         | Los Angeles Lakers                      | 133 |          |          |  |  |       |       |
|  |                                                   | New Orleans Pelicans                    | 89                                      |     |          |          |  |  |       |       |
|  | Sacramento Kings                                  | New Orleans Pelicans                    | 89                                      | 117 |          |          |  |  |       |       |
|  | Sacramento Kings                                  |                                         |                                         | 117 |          |          |  |  |       |       |
|  | New Orleans Pelicans                              | 127                                     |                                         |     |          |          |  |  |       |       |
|  | New Orleans Pelicans                              | 127                                     |                                         |     |          |          |  |  |       |       |

## Play-In
Az NBA a 7. és 10. hely között végző csapatoknak fog tartani egy play-in tornát 2024. áprilisában. A 7. fog a 8. helyezett ellen játszani és a győztes fogja megkapni a 7. helyet a rájátszásban. A kilencedik fog játszani a tizedikkel, ahol a vesztes nem játszhat tovább helyért a rájátszásban, és a győztes fog játszani a 7. és a 8. közötti mérkőzés vesztesével a 8. helyezésért a rájátszásban.

### Keleti főcsoport
|  |                                        |                                        |                                        |               |            |                |                    |                    |         |  |                  |                  |                  |
|  | 7. helyezésért és a második fordulóért | 7. helyezésért és a második fordulóért | 7. helyezésért és a második fordulóért |               |            | 8. helyezésért | 8. helyezésért     | 8. helyezésért     |         |  | Végső helyezések | Végső helyezések | Végső helyezések |
|  | 7. helyezésért és a második fordulóért | 7. helyezésért és a második fordulóért | 7. helyezésért és a második fordulóért |               |            | 8. helyezésért | 8. helyezésért     | 8. helyezésért     |         |  | Végső helyezések | Végső helyezések | Végső helyezések |
|  |                                        |                                        |                                        |               |            |                |                    |                    |         |  |                  |                  |                  |
|  |                                        |                                        |                                        |               |            |                |                    |                    |         |  |                  |                  |                  |
|  | 7.                                     | Philadelphia 76ers                     | 105                                    |               |            |                | Philadelphia 76ers | Philadelphia 76ers | 7. hely |  |                  |                  |                  |
|  | 7.                                     | Philadelphia 76ers                     | 105                                    |               |            |                | Philadelphia 76ers | Philadelphia 76ers | 7. hely |  |                  |                  |                  |
|  | 8.                                     | Miami Heat                             | 104                                    |               |            |                |                    |                    |         |  | Miami Heat       | Miami Heat       | 8. hely          |
|  | 8.                                     | Miami Heat                             | 104                                    |               |            |                |                    |                    |         |  | Miami Heat       | Miami Heat       | 8. hely          |
|  |                                        |                                        |                                        | 8.            | Miami Heat | 112            |                    |                    |         |  |                  |                  |                  |
|  |                                        |                                        |                                        | 8.            | Miami Heat | 112            |                    |                    |         |  |                  |                  |                  |
|  |                                        |                                        | 9.                                     | Chicago Bulls | 91         |                |                    |                    |         |  |                  |                  |                  |
|  |                                        |                                        |                                        | Chicago Bulls | 91         |                |                    |                    |         |  |                  |                  |                  |
|  | 9.                                     | Chicago Bulls                          | 131                                    |               |            |                |                    |                    |         |  |                  |                  |                  |
|  | 9.                                     | Chicago Bulls                          | 131                                    |               |            |                |                    |                    |         |  |                  |                  |                  |
|  | 10.                                    | Atlanta Hawks                          | 116                                    |               |            |                |                    |                    |         |  |                  |                  |                  |
|  | 10.                                    | Atlanta Hawks                          | 116                                    |               |            |                |                    |                    |         |  |                  |                  |                  |
|  |                                        |                                        |                                        |               |            |                |                    |                    |         |  |                  |                  |                  |

### Nyugati főcsoport
|  |                                        |                                        |                                        |                      |                  |                |                    |                    |         |  |                      |                      |                  |
|  | 7. helyezésért és a második fordulóért | 7. helyezésért és a második fordulóért | 7. helyezésért és a második fordulóért |                      |                  | 8. helyezésért | 8. helyezésért     | 8. helyezésért     |         |  | Végső helyezések     | Végső helyezések     | Végső helyezések |
|  | 7. helyezésért és a második fordulóért | 7. helyezésért és a második fordulóért | 7. helyezésért és a második fordulóért |                      |                  | 8. helyezésért | 8. helyezésért     | 8. helyezésért     |         |  | Végső helyezések     | Végső helyezések     | Végső helyezések |
|  |                                        |                                        |                                        |                      |                  |                |                    |                    |         |  |                      |                      |                  |
|  |                                        |                                        |                                        |                      |                  |                |                    |                    |         |  |                      |                      |                  |
|  | 7.                                     | New Orleans Pelicans                   | 106                                    |                      |                  |                | Los Angeles Lakers | Los Angeles Lakers | 7. hely |  |                      |                      |                  |
|  | 7.                                     | New Orleans Pelicans                   | 106                                    |                      |                  |                | Los Angeles Lakers | Los Angeles Lakers | 7. hely |  |                      |                      |                  |
|  | 8.                                     | Los Angeles Lakers                     | 110                                    |                      |                  |                |                    |                    |         |  | New Orleans Pelicans | New Orleans Pelicans | 8. hely          |
|  | 8.                                     | Los Angeles Lakers                     | 110                                    |                      |                  |                |                    |                    |         |  | New Orleans Pelicans | New Orleans Pelicans | 8. hely          |
|  |                                        |                                        |                                        | Sacramento Kings     | Sacramento Kings | 98             |                    |                    |         |  |                      |                      |                  |
|  |                                        |                                        |                                        | Sacramento Kings     | Sacramento Kings | 98             |                    |                    |         |  |                      |                      |                  |
|  |                                        |                                        | New Orleans Pelicans                   | New Orleans Pelicans | 105              |                |                    |                    |         |  |                      |                      |                  |
|  |                                        |                                        |                                        | New Orleans Pelicans | 105              |                |                    |                    |         |  |                      |                      |                  |
|  | 9.                                     | Sacramento Kings                       | 118                                    |                      |                  |                |                    |                    |         |  |                      |                      |                  |
|  | 9.                                     | Sacramento Kings                       | 118                                    |                      |                  |                |                    |                    |         |  |                      |                      |                  |
|  | 10.                                    | Golden State Warriors                  | 94                                     |                      |                  |                |                    |                    |         |  |                      |                      |                  |
|  | 10.                                    | Golden State Warriors                  | 94                                     |                      |                  |                |                    |                    |         |  |                      |                      |                  |
|  |                                        |                                        |                                        |                      |                  |                |                    |                    |         |  |                      |                      |                  |

## Rájátszás
|  | Első forduló | Első forduló           | Első forduló |                        |    | Főcsoport-elődöntő     | Főcsoport-elődöntő | Főcsoport-elődöntő |  |  | Főcsoportdöntő | Főcsoportdöntő | Főcsoportdöntő |  |  | NBA-döntő | NBA-döntő | NBA-döntő |  |
|  |              |                        |              |                        |    |                        |                    |                    |  |  |                |                |                |  |  |           |           |           |  |
|  | K1           | Boston Celtics*        | 4            |                        |    |                        |                    |                    |  |  |                |                |                |  |  |           |           |           |  |
|  | K1           | Boston Celtics*        | 4            |                        |    |                        |                    |                    |  |  |                |                |                |  |  |           |           |           |  |
|  | K8           | Miami Heat             | 1            |                        |    |                        |                    |                    |  |  |                |                |                |  |  |           |           |           |  |
|  | K8           | Miami Heat             | 1            |                        | K1 | Boston Celtics*        | 4                  |                    |  |  |                |                |                |  |  |           |           |           |  |
|  |              |                        |              |                        | K1 | Boston Celtics*        | 4                  |                    |  |  |                |                |                |  |  |           |           |           |  |
|  |              |                        | K4           | Cleveland Cavaliers    | 1  |                        |                    |                    |  |  |                |                |                |  |  |           |           |           |  |
|  | K4           | Cleveland Cavaliers    | K4           | Cleveland Cavaliers    | 1  | 4                      |                    |                    |  |  |                |                |                |  |  |           |           |           |  |
|  | K4           | Cleveland Cavaliers    |              |                        |    |                        |                    |                    |  |  |                |                |                |  |  |           |           |           |  |
|  | K5           | Orlando Magic*         | 3            |                        |    |                        |                    |                    |  |  |                |                |                |  |  |           |           |           |  |
|  | K5           | Orlando Magic*         | 3            |                        | K1 | Boston Celtics*        | 4                  |                    |  |  |                |                |                |  |  |           |           |           |  |
|  |              |                        |              |                        |    |                        |                    |                    |  |  |                |                |                |  |  |           |           |           |  |
|  |              |                        | K6           | Indiana Pacers         | 0  |                        |                    |                    |  |  |                |                |                |  |  |           |           |           |  |
|  | K3           | Milwaukee Bucks*       | K6           | Indiana Pacers         | 0  | 2                      |                    |                    |  |  |                |                |                |  |  |           |           |           |  |
|  | K3           | Milwaukee Bucks*       |              |                        |    |                        |                    |                    |  |  |                |                |                |  |  |           |           |           |  |
|  | K6           | Indiana Pacers         | 4            |                        |    |                        |                    |                    |  |  |                |                |                |  |  |           |           |           |  |
|  | K6           | Indiana Pacers         | 4            |                        | K6 | Indiana Pacers         | 4                  |                    |  |  |                |                |                |  |  |           |           |           |  |
|  |              |                        |              |                        | K6 | Indiana Pacers         | 4                  |                    |  |  |                |                |                |  |  |           |           |           |  |
|  |              |                        | K2           | New York Knicks        | 3  |                        |                    |                    |  |  |                |                |                |  |  |           |           |           |  |
|  | K2           | New York Knicks        | K2           | New York Knicks        | 3  | 4                      |                    |                    |  |  |                |                |                |  |  |           |           |           |  |
|  | K2           | New York Knicks        |              |                        |    |                        |                    |                    |  |  |                |                |                |  |  |           |           |           |  |
|  | K7           | Philadelphia 76ers     | 2            |                        |    |                        |                    |                    |  |  |                |                |                |  |  |           |           |           |  |
|  | K7           | Philadelphia 76ers     | 2            |                        | K1 | Boston Celtics*        | 4                  |                    |  |  |                |                |                |  |  |           |           |           |  |
|  |              |                        |              |                        |    |                        |                    |                    |  |  |                |                |                |  |  |           |           |           |  |
|  |              |                        | N5           | Dallas Mavericks*      | 1  |                        |                    |                    |  |  |                |                |                |  |  |           |           |           |  |
|  | N1           | Oklahoma City Thunder* | N5           | Dallas Mavericks*      | 1  | 4                      |                    |                    |  |  |                |                |                |  |  |           |           |           |  |
|  | N1           | Oklahoma City Thunder* |              |                        |    |                        |                    |                    |  |  |                |                |                |  |  |           |           |           |  |
|  | N8           | New Orleans Pelicans   | 0            |                        |    |                        |                    |                    |  |  |                |                |                |  |  |           |           |           |  |
|  | N8           | New Orleans Pelicans   | 0            |                        | N1 | Oklahoma City Thunder* | 2                  |                    |  |  |                |                |                |  |  |           |           |           |  |
|  |              |                        |              |                        | N1 | Oklahoma City Thunder* | 2                  |                    |  |  |                |                |                |  |  |           |           |           |  |
|  |              |                        | N5           | Dallas Mavericks*      | 4  |                        |                    |                    |  |  |                |                |                |  |  |           |           |           |  |
|  | N4           | Los Angeles Clippers*  | N5           | Dallas Mavericks*      | 4  | 2                      |                    |                    |  |  |                |                |                |  |  |           |           |           |  |
|  | N4           | Los Angeles Clippers*  |              |                        |    |                        |                    |                    |  |  |                |                |                |  |  |           |           |           |  |
|  | N5           | Dallas Mavericks*      | 4            |                        |    |                        |                    |                    |  |  |                |                |                |  |  |           |           |           |  |
|  | N5           | Dallas Mavericks*      | 4            |                        | N5 | Dallas Mavericks*      | 4                  |                    |  |  |                |                |                |  |  |           |           |           |  |
|  |              |                        |              |                        |    |                        |                    |                    |  |  |                |                |                |  |  |           |           |           |  |
|  |              |                        | N3           | Minnesota Timberwolves | 1  |                        |                    |                    |  |  |                |                |                |  |  |           |           |           |  |
|  | N3           | Minnesota Timberwolves | N3           | Minnesota Timberwolves | 1  | 4                      |                    |                    |  |  |                |                |                |  |  |           |           |           |  |
|  | N3           | Minnesota Timberwolves |              |                        |    |                        |                    |                    |  |  |                |                |                |  |  |           |           |           |  |
|  | N6           | Phoenix Suns           | 0            |                        |    |                        |                    |                    |  |  |                |                |                |  |  |           |           |           |  |
|  | N6           | Phoenix Suns           | 0            |                        | N3 | Minnesota Timberwolves | 4                  |                    |  |  |                |                |                |  |  |           |           |           |  |
|  |              |                        |              |                        | N3 | Minnesota Timberwolves | 4                  |                    |  |  |                |                |                |  |  |           |           |           |  |
|  |              |                        | N2           | Denver Nuggets         | 3  |                        |                    |                    |  |  |                |                |                |  |  |           |           |           |  |
|  | N2           | Denver Nuggets         | N2           | Denver Nuggets         | 3  | 4                      |                    |                    |  |  |                |                |                |  |  |           |           |           |  |
|  | N2           | Denver Nuggets         |              |                        |    |                        |                    |                    |  |  |                |                |                |  |  |           |           |           |  |
|  | N7           | Los Angeles Lakers     | 1            |                        |    |                        |                    |                    |  |  |                |                |                |  |  |           |           |           |  |

## Statisztikák
2024 februárjában frissítve

### Játékos

#### Meccsenként
| Kategória                | Játékos                 | Csapat(ok)            | Statisztika |
| ------------------------ | ----------------------- | --------------------- | ----------- |
| Pont/Mérkőzés            | Luka Dončić             | Dallas Mavericks      | 34,5        |
| Lepattanó/Mérkőzés       | Domantas Sabonis        | Sacramento Kings      | 13,2        |
| Gólpassz/Mérkőzés        | Tyrese Haliburton       | Indiana Pacers        | 11,7        |
| Labdaszerzés/Mérkőzés    | Shai Gilgeous-Alexander | Oklahoma City Thunder | 2,2         |
| Blokk/Mérkőzés           | Victor Wembanyama       | San Antonio Spurs     | 3,0         |
| Eladott labda/Mérkőzés   | Trae Young              | Atlanta Hawks         | 4,4         |
| Szabálytalanság/Mérkőzés | Dillon Brooks           | Houston Rockets       | 3,6         |
| Perc/Mérkőzés            | Luka Dončić             | Dallas Mavericks      | 37,6        |
| MG%                      | Daniel Gafford          | Washington Wizards    | 68,9%       |
| BD%                      | Stephen Curry           | Golden State Warriors | 92,7%       |
| 3P%                      | Grayson Allen           | Phoenix Suns          | 49,0%       |
| Hatékonyság/Mérkőzés     | Joel Embiid             | Philadelphia 76ers    | 34,2        |
| Dupla-dupla              | Domantas Sabonis        | Sacramento Kings      | 47          |
| Tripla-dupla             | Domantas Sabonis        | Sacramento Kings      | 16          |

#### Egy mérkőzésen
| Kategória    | Játékos                 | Csapat(ok)            | Statisztika |
| ------------ | ----------------------- | --------------------- | ----------- |
| Pont         | Luka Dončić             | Dallas Mavericks      | 73          |
| Lepattanó    | Domantas Sabonis        | Sacramento Kings      | 26          |
| Gólpassz     | Tyrese Haliburton       | Indiana Pacers        | 23          |
| Labdaszerzés | Shai Gilgeous-Alexander | Oklahoma City Thunder | 7           |
| Blokk        | Brook Lopez             | Milwaukee Bucks       | 9           |
| Hárompontos  | Keegan Murray           | Sacramento Kings      | 12          |

### Csapatok
| Kategória                | Csapat                | Statisztika |
| ------------------------ | --------------------- | ----------- |
| Pont/Mérkőzés            | Indiana Pacers        | 124,1       |
| Lepattanó/Mérkőzés       | Boston Celtics        | 47,5        |
| Gólpassz/Mérkőzés        | Indiana Pacers        | 30,9        |
| Labdaszerzés/Mérkőzés    | Philadelphia 76ers    | 8,8         |
| Blokk/Mérkőzés           | Boston Celtics        | 6,6         |
| Eladott labda/Mérkőzés   | Utah Jazz             | 15,8        |
| Szabálytalanság/Mérkőzés | Indiana Pacers        | 22,2        |
| MG%                      | Indiana Pacers        | 50,8%       |
| BD%                      | Oklahoma City Thunder | 83,0%       |
| 3P%                      | Los Angeles Clippers  | 39,7%       |
| +/−                      | Boston Celtics        | +9,5        |

## Díjak

### Éves díjak

#### Egyéni díjak
| Díj                                               | Díjazott                                    | Jelöltek |
| ------------------------------------------------- | ------------------------------------------- | --- |
| Most Valuable Player                              | Nikola Jokić (Denver Nuggets)               | Luka Dončić (Dallas Mavericks) Shai Gilgeous-Alexander (Oklahoma City Thunder)                                                                |
| Az év védekező játékosa                           | Rudy Gobert (Minnesota Timberwolves)        | Bam Adebayo (Miami Heat) Victor Wembanyama (San Antonio Spurs)                                                                                |
| Az év újonca                                      | Victor Wembanyama (San Antonio Spurs)       | Chet Holmgren (Oklahoma City Thunder) Brandon Miller (Charlotte Hornets)                                                                      |
| Az év hatodik embere                              | Naz Reid (Minnesota Timberwolves)           | Malik Monk (Sacramento Kings) Bobby Portis (Milwaukee Bucks)                                                                                  |
| Legtöbbet fejlődött játékos                       | Tyrese Maxey (Philadelphia 76ers)           | Alperen Şengün (Houston Rockets) Coby White (Chicago Bulls)                                                                                   |
| Kia NBA Clutch Player of the Year                 | Stephen Curry (Golden State Warriors)       | DeMar DeRozan (Chicago Bulls) Shai Gilgeous-Alexander (Oklahoma City Thunder)                                                                 |
| Az év edzője                                      | Mark Daigneault (Oklahoma City Thunder)     | Chris Finch (Minnesota Timberwolves) Jamahl Mosley (Orlando Magic)                                                                            |
| Az év ügyvezetője                                 | Brad Stevens (Boston Celtics)               | |
| NBA Sportember-díj                                | Tyrese Maxey (Philadelphia 76ers)           | |
| Twyman–Stokes Az év csapattársa-díj               | Mike Conley (Minnesota Timberwolves)        | |
| Community Assist Award                            |                                             | |
| Kareem Abdul-Jabbar Social Justice Champion Award | Karl-Anthony Towns (Minnesota Timberwolves) | Bam Adebayo (Miami Heat) CJ McCollum (New Orleans Pelicans) Lindy Waters III (Oklahoma City Thunder) Russell Westbrook (Los Angeles Clippers) |

#### Elismerések
| - All-NBA első csapat: - Jánisz Antetokúnmpo, Milwaukee Bucks - Luka Dončić, Dallas Mavericks - Shai Gilgeous-Alexander, Oklahoma City Thunder - Nikola Jokić, Denver Nuggets - Jayson Tatum, Boston Celtics | - All-NBA második csapat: - Jalen Brunson, New York Knicks - Anthony Davis, Los Angeles Lakers - Kevin Durant, Phoenix Suns - Anthony Edwards, Minnesota Timberwolves - Kawhi Leonard, Los Angeles Clippers | - All-NBA harmadik csapat: - Devin Booker, Phoenix Suns - Stephen Curry, Golden State Warriors - Tyrese Haliburton, Indiana Pacers - LeBron James, Los Angeles Lakers - Domantas Sabonis, Sacramento Kings |

| - Első védekező csapat: - Bam Adebayo, Miami Heat - Anthony Davis, Los Angeles Lakers - Rudy Gobert, Minnesota Timberwolves - Herb Jones, New Orleans Pelicans - Victor Wembanyama, San Antonio Spurs | - Második védekező csapat: - Alex Caruso, Chicago Bulls - Jrue Holiday, Boston Celtics - Jaden McDaniels, Minnesota Timberwolves - Jalen Suggs, Orlando Magic - Derrick White, Boston Celtics |

| - Első újonc csapat: - Chet Holmgren, Oklahoma City Thunder - Jaime Jaquez Jr., Miami Heat - Brandon Miller, Charlotte Hornets - Brandin Podziemski, Golden State Warriors - Victor Wembanyama, San Antonio Spurs | - Második újonc csapat: - Keyonte George, Utah Jazz - GG Jackson, Memphis Grizzlies - Dereck Lively II, Dallas Mavericks - Amen Thompson, Houston Rockets - Cason Wallace, Oklahoma City Thunder |

### A hét játékosa
| Hét                      | Keleti főcsoport                             | Nyugati főcsoport                                     | For.    |
| ------------------------ | -------------------------------------------- | ----------------------------------------------------- | ------- |
| október 24–29.           | Tyrese Maxey (Philadelphia 76ers) (1/1)      | Nikola Jokić (Denver Nuggets) (1/2)                   | [ 105 ] |
| október 30.–november 5.  | Jayson Tatum (Boston Celtics) (1/1)          | Stephen Curry (Golden State Warriors) (1/1)           | [ 106 ] |
| november 6–12.           | Joel Embiid (Philadelphia 76ers) (1/3)       | Anthony Edwards (Minnesota Timberwolves) (1/1)        | [ 107 ] |
| november 13–19.          | Jalen Brunson (New York Knicks) (1/4)        | De’Aaron Fox (Sacramento Kings) (1/2)                 | [ 108 ] |
| november 20–26.          | Paolo Banchero (Orlando Magic) (1/1)         | Devin Booker (Phoenix Suns) (1/2)                     | [ 109 ] |
| november 27.–december 3. | Julius Randle (New York Knicks) (1/1)        | De’Aaron Fox (Sacramento Kings) (2/2)                 | [ 110 ] |
| december 11–17.          | Jánisz Antetokúnmpo (Milwaukee Bucks) (1/2)  | Luka Dončić (Dallas Mavericks) (1/4)                  | [ 111 ] |
| december 18–24.          | Joel Embiid (Philadelphia 76ers) (2/3)       | Ja Morant (Memphis Grizzlies) (1/1)                   | [ 112 ] |
| december 25–31.          | Tyrese Haliburton (Indiana Pacers) (1/1)     | Shai Gilgeous-Alexander (Oklahoma City Thunder) (1/1) | [ 113 ] |
| január 1–7.              | Jalen Brunson (New York Knicks) (2/4)        | Alperen Şengün (Houston Rockets) (1/1)                | [ 114 ] |
| január 8–14.             | Bam Adebayo (Miami Heat) (1/1)               | Lauri Markkanen (Utah Jazz) (1/1)                     | [ 115 ] |
| január 15–21.            | Joel Embiid (Philadelphia 76ers) (3/3)       | Kevin Durant (Phoenix Suns) (1/1)                     | [ 116 ] |
| január 22–28.            | Jánisz Antetokúnmpo (Milwaukee Bucks) (2/2)  | Devin Booker (Phoenix Suns) (2/2)                     | [ 117 ] |
| január 28.–február 4.    | Trae Young (Atlanta Hawks) (1/1)             | Kawhi Leonard (Los Angeles Clippers) (1/1)            | [ 118 ] |
| február 5–11.            | Donovan Mitchell (Cleveland Cavaliers) (1/1) | Luka Dončić (Dallas Mavericks) (2/4)                  | [ 119 ] |
| február 26.–március 3.   | Jaylen Brown (Boston Celtics) (1/1)          | LeBron James (Los Angeles Lakers) (1/1)               | [ 120 ] |
| március 4–10.            | DeMar DeRozan (Chicago Bulls) (1/1)          | Luka Dončić (Dallas Mavericks) (3/4)                  | [ 121 ] |
| március 11–17.           | Jalen Brunson (New York Knicks) (3/4)        | Jalen Green (Houston Rockets) (1/1)                   | [ 122 ] |
| március 18–24.           | Derrick White (Boston Celtics) (1/1)         | Anthony Davis (Los Angeles Lakers) (1/1)              | [ 123 ] |
| március 25–31.           | Dejounte Murray (Atlanta Hawks) (1/1)        | Luka Dončić (Dallas Mavericks) (4/4)                  | [ 124 ] |
| április 1–7.             | Kristaps Porziņģis (Boston Celtics) (1/1)    | Kyrie Irving (Dallas Mavericks) (1/1)                 | [ 125 ] |
| április 8–14.            | Jalen Brunson (New York Knicks) (4/4)        | Nikola Jokić (Denver Nuggets) (2/2)                   | [ 126 ] |

### A hónap játékosa
| Hónap            | Keleti főcsoport                             | Nyugati főcsoport                                     | For.    |
| ---------------- | -------------------------------------------- | ----------------------------------------------------- | ------- |
| október/november | Jayson Tatum (Boston Celtics) (1/2)          | Nikola Jokić (Denver Nuggets) (1/1)                   | [ 127 ] |
| december         | Jánisz Antetokúnmpo (Milwaukee Bucks) (1/1)  | Shai Gilgeous-Alexander (Oklahoma City Thunder) (1/1) | [ 128 ] |
| január           | Donovan Mitchell (Cleveland Cavaliers) (1/1) | Devin Booker (Phoenix Suns) (1/1)                     | [ 129 ] |
| február          | Jayson Tatum (Boston Celtics) (2/2)          | Luka Dončić (Dallas Mavericks) (1/2)                  | [ 130 ] |
| március          | Jalen Brunson (New York Knicks) (1/1)        | Luka Dončić (Dallas Mavericks) (2/2)                  | [ 131 ] |

### A hónap újonca
| Hónap            | Keleti főcsoport                         | Nyugati főcsoport                           | For.    |
| ---------------- | ---------------------------------------- | ------------------------------------------- | ------- |
| október/november | Jaime Jaquez Jr. (Houston Rockets) (1/2) | Chet Holmgren (Oklahoma City Thunder) (1/2) | [ 127 ] |
| december         | Jaime Jaquez Jr. (Houston Rockets) (2/2) | Chet Holmgren (Oklahoma City Thunder) (2/2) | [ 128 ] |
| január           | Brandon Miller (Charlotte Hornets) (1/3) | Victor Wembanyama (San Antonio Spurs) (1/3) | [ 129 ] |
| február          | Brandon Miller (Charlotte Hornets) (2/3) | Victor Wembanyama (San Antonio Spurs) (2/3) | [ 130 ] |
| március          | Brandon Miller (Charlotte Hornets) (3/3) | Victor Wembanyama (San Antonio Spurs) (3/3) | [ 131 ] |

### A hónap edzője
| Hónap            | Keleti főcsoport                      | Nyugati főcsoport                          | For.    |
| ---------------- | ------------------------------------- | ------------------------------------------ | ------- |
| október/november | Jamahl Mosley (Orlando Magic) (1/1)   | Chris Finch (Minnesota Timberwolves) (1/1) | [ 127 ] |
| december         | Joe Mazzulla (Boston Celtics) (1/2)   | Tyronn Lue (Los Angeles Clippers) (1/2)    | [ 128 ] |
| január           | Tom Thibodeau (New York Knicks) (1/1) | Tyronn Lue (Los Angeles Clippers) (2/2)    | [ 129 ] |
| február          | Erik Spoelstra (Miami Heat) (1/1)     | Steve Kerr (Golden State Warriors) (1/1)   | [ 130 ] |
| március          | Joe Mazzulla (Boston Celtics) (2/2)   | Ime Udoka (Houston Rockets) (1/1)          | [ 131 ] |

## Fontos események
- A Los Angeles Clippers utolsó szezonja a Crypto.com Arenában, 2024 nyarán az új Intuit Dome stadionba költöznek, Inglewoodba.[132] Korábbi arénájuk 1999-es megnyitása óta ez lesz az első alkalom, hogy a két Los Angeles-i csapat nem fogja megosztani stadionjukat.
- 2023. július 1.: A Utah Jazz Vivint Aréna nevű stadionja visszakapja eredeti nevét, így már Delta Center néven ismert.[133]
- 2023. július 25.: Jaylen Brown aláírja az NBA történetének legnagyobb szerződését, 304 millió dollárért, 5 évre.[134]
- 2023. augusztus 3.: A San Antonio Spurs arénája, az AT&T Center a Frost Bank Center nevet kapja.[135]
- A Utah Jazz hazai pályája, a Vivint Arena, visszakapja régi nevét és így ismét Delta Center néven lesz ismert 2023. július 1-től, azt követően, hogy a Delta Air Lines visszaszerezte az elnevezési jogát.[136][137][138]
- 2023. október 25.: Victor Wembanyama három hárompontost szerzett debütálásán, ami a legtöbb egy Spurs-újonc által.[139]
- 2023. november 1.:
  - LeBron James 35 pontot szerzett a Los Angeles Lakers 130–125 arányú győzelme során a Los Angeles Clippers ellen, amivel 35. születésnapja (2019. december) óta már 81. alkalommal dobott legalább 35-öt, megelőzve Karl Malone-t.[140]
  - Stephen Curry az első játékos lett az NBA történetében, aki sorozatban 250 mérkőzésen legalább egy hárompontost értékesített.[141]
- 2023. november 7.: sorozatban a második évben az NBA nem rendezett mérkőzést a választások napján.[30]
- 2023. november 14.: A Golden State Warriors és a Minnesota Timberwolves közötti mérkőzésen a két csapat játékosai összeverekedtek,[142] aminek következtében Draymond Green öt mérkőzéses eltiltást kapott.[143] Green mellett Klay Thompson, Rudy Gobert és Jaden McDaniels is pénzbírságot kapott.
- 2023. november 15.: LeBron James megelőzte Jason Kiddet az NBA tripla-dupla örökranglistáján, így már ötödik.[144] Ezek mellett átvette a nyolcadik helyet Jason Terrytől a hárompontos örökranglistán és Karl Malone mögött a második legidősebb játékos a liga történetében, aki tripla-duplát tudott szerezni.[145][146]
- 2023. november 18.: Jánisz Antetokúnmpo lett az NBA történetének legfiatalabb játékosa, aki legalább 16 ezer pontot, 7 ezer lepattanót és 3 ezer gólpasszt tudott szerezni.[147]
- 2023. november 19.: LeBron James megelőzte Clyde Drexlert az NBA labdaszerzési örökranglistáján, így már nyolcadik.[148]
- 2023. november 21.:
  - Kevin Durant megelőzte Elvin Hayest az NBA pontszerzési örökranglistáján, így már tizenegyedik.[149]
  - LeBron James lett az első játékos az NBA történetében, aki 39 ezer pontot szerzett pályafutása során.[150] Ezzel együtt megelőzte Vince Cartert az NBA hárompontos-örökranglistáján, így már hetedik.[151]
- 2023. november 22.: A Minnesota Timberwolves a csapat történetében legjobban kezdte a szezont, az első tizennégy mérkőzésből tizenegyet megnyerve.
- 2023. november 27.: LeBron James megelőzte Kareem Abdul-Jabbart az NBA történetében legtöbb percet játszó játékosként, az alapszakaszban és a rájátszásban együtt.[152]
- 2023. december 1.: Kevin Durant megelőzte Moses Malone-t az NBA pontszerzési örökranglistáján, így már tizedik.[153]
- 2023. december 6.: Luka Dončić megelőzte Larry Birdöt az NBA tripla-dupla-örökranglistáján, így már kilencedik. Ezek mellett 29 pontot, 10 lepattanót és 10 gólpasszt szerzett az első félidőben, ami az első tripla-dupla volt egy félidő alatt.[154]
- 2023. december 8.: Victor Wembanyama lett az NBA történetének első újonca, aki egy mérkőzésen legalább 20 pontot és 20 lepattanót szerzett.[155]
- 2023. december 9.: A Los Angeles Lakers győzelmével ér véget az első NBA-Kupa.[156]
- 2023. december 13.: Jánisz Antetokúnmpo 64 pontot szerzett az Indiana Pacers ellen úgy, hogy egy hárompontost se értékesített, ami rekordnak számít.[157][158]
- 2023. december 14.: Nikola Jokić megszerezte tizedik tripla-dupláját a szezonban, amivel az első játékos lett, aki sorozatban hét szezonban is fel tudott mutatni legalább tizet.[159]
- 2023. december 17.:
  - Stephen Curry rekordsorozata véget ért a Portland Trail Blazers ellen, 268 mérkőzés után először nem értékesített egy hárompontost se.[160]
  - Victor Wembanyama a sorozatban legtöbb dupla-duplát szerző tinédzser lett az NBA történetében, nyolccal.[161]
- 2023. december 19.: Damian Lillard az 51. játékos lett az NBA történetében, aki legalább 20 ezer pontot szerzett pályafutása során.[162]
- 2023. december 20.: Az Orlando Magic stadionja a Kia Center nevet kapja.[163]
- 2023. december 23.: LeBron James 40 pontot szerzett, ami a legtöbb egy játékos által 21. szezonjukban.[164]
- 2023. december 25.: Jaime Jaquez Jr. Patrick Ewing óta az első újonc lett, aki 30 pontos tripla-duplát tudott szerezni, kevesebb, mint 30 perc játékidő alatt (31 pont, 10 lepattanó).
- 2023. december 26.: A Detroit Pistons elveszítette sorozatban 27. mérkőzését a szezonban, ezzel megdöntve a Cleveland Cavaliers (2010–2011) és a Philadelphia 76ers (2013–2014) által tartott rekordot.[165]

## Közvetítési jogok

### Általános

#### Televízió
Ez az NBA kilenc éves szerződésének nyolcadik éve az ABC–ESPN–TNT–NBA TV négyessel. Az ESPN szerdán és pénteken közvetíti a mérkőzéseket, illetve egyes vasárnapi találkozókat februártól áprilisig. Ezek mellett egy hétfői napjuk is van, március 18-án. A TNT kedden és csütörtökön közvetít a nyitóhéten, majd újra januártól áprilisig. Az NBA TV egész évben leggyakrabban a hétfői találkozókat közvetíti, illetve gyakran szombati és vasárnapi mérkőzéseket is. Ezek mellett a szezon első felében a csütörtöki, a második felében a pénteki találkozókat adja le, illetve bármikor máskor, mikor országos közvetítők nem adnak egyes mérkőzéseket. Az ABC mérkőzései közé tartozik az NBA Saturday Primetime decembertől márciusig és a NBA Sunday Showcase négy vasárnap februártól márciusig. 2023. október 2-án bejelentették, hogy az eredetileg ESPN által adott szerdai mérkőzések januárban az ABC-n fognak megjelenni.
Az NBA-Kupa idején a TNT és az ESPN ad egyes csoportmérkőzéseket, a megszokott keddi és pénteki időpontokban. Az NBA TV ezek mellett közvetített kettőt pénteken, november 24-én. Az egyenes kieséses szakaszban a TNT adta mind a négy negyeddöntőt, míg az ESPN adta az első elődöntőt, a TNT a másodikat. A döntő, december 9-én, az ABC műsorán fog megjelenni.
Karácsony napján öt mérkőzést fognak adni. Tekintve, hogy ez a nap hétfő lesz 2023-ban, az NFL szintén adni fog mérkőzéseket, a Monday Night Football részeként. Mivel az ABC és ESPN tartja a jogokat az NBA karácsonyi és a Monday Night Football mérkőzésekhez is, eldöntötték, hogy az ESPN adja az összes NBA-mérkőzést, illetve az ABC adni fog az ötből kettőt, egy időben. 2016 óta ez lesz az első év, hogy az ABC kevesebb, mint három NBA-találkozót ad karácsony napján.
Martin Luther King Jr. napján négy mérkőzést adnak országszerte, a TNT és az NBA TV tulajdonában a jogokkal.
Január 23–27. között az NBA megtartja az NBA Riválisok Hetét, sorozatban másodjára, minden országszerte közvetített mérkőzést egyes riválisok között rendezik.
A szezon utolsó napján, április 14-én, két rájátszásba jutásról döntő mérkőzést az ESPN fog adni.

#### Streaming
Ez az első szezon, amiben a HBO Max streaming szolgáltatónak van hozzáférése a TNT által közvetített mérkőzésekhez. Az NBA League Pass továbbra is közvetít televízión nem elérhető találkozókat és hozzáférést ad az NBA TV-hez.

### Helyi közvetítők
A Washington Wizards médiapartnere, az NBC Sports Washington új nevet fog kapni a szezon kezdete előtt, azt követően, hogy a Monumental Sports & Entertainment felvásárolta az NBC Universal részvényeit a cégben.

#### Diamond Sports Group-csőd
Az NBA-ben tizenhat csapatnak van szerződése a Bally Sports regionális sportadóval, aminek tulajdonosa, a Diamond Sports Group 2023. március 14-én csődöt jelentett. A Diamond eredetileg tovább akarta folytatni a közvetítést, amíg meg nem szakítja szerződését a Sinclair Broadcast Group csoporttal.
A Phoenix Suns már úgy döntött, hogy visszalép a szerződéstől és inkább elindítja saját streaming platformját és a Gray Televisiont választja közvetítőjének a Bally Sports Arizona helyére. Ennek következtében a KTVK, KPHO-TV vagy KPHE-LD lett volna a Suns adója. A Suns streaming platformja a Suns Live nevet viseli és a Kiswe működteti. A bejelentés után a Diamond Sports Group azzal vádolta a csapatot, hogy megszegte szerződését. Erre válaszként a Suns vezérigazgatója, Josh Bartelstein kijelentette, hogy a Diamond álláspontja teljesen helytelen. 2023. május 10-én a csődbíróság megszűntette a Suns és a Gray szerződését, arra a döntésre jutva, hogy a csapat megszegte eredeti szerződését. 2023. július 14-én a Suns és a Gray szerződése ismét hivatalos lett, miután a Diamond nem volt hajlandó megadni a Gray által ajánlott feltételeket a Sunsnak. A Bally Sports Arizona 2023. október 21-én végül megszűnt, miután elveszítették közvetítési jogukat az Arizona Diamondbacks és a Arizona Coyotes mérkőzései felett is.
2023. október 1-én a Diamond Sports nem fizetett az Orlando Magic csapatának. November 6-án a cég megegyezett az NBA-vel, hogy az adón közvetített csapatok szerződése a 2023–2024-es szezon után lejár és a Magic is meg fogja kapni a szükséges pénzösszeget. Az összes NBA-csapat, ami a Diamond Sports alá tartozik, 16%-kal kevesebb pénzt fog kapni, de eladhatnak tíz mérkőzést más közvetítőknek.

#### Az AT&T SportsNet bezárása
A Houston Rockets és a Utah Jazz közvetítőire, az AT&T SportsNet Southwest és az AT&T SportsNet Rocky Mountain adókra befolyással volt a Warner Bros. Discovery 2023. februári döntése, hogy továbbra nem fog részt venni sportcsapatok mérkőzéseinek regionális közvetítésében. A WBD értesítette a csapatokat, hogy fel kell vásárolniuk az adókat vagy visszavonni közvetítési jogaikat. A Portland Trail Blazers megegyezésére a Root Sports Northwesttel nem lesz hatással a WBD visszalépése, mert csak résztulajdonosai a csatornának.
2023. június 20-án a Jazz megegyezett a Sinclair Broadcast Group tulajdonában lévő KJZZ-TV és KUTV adókkal, hogy a csapat hivatalos közvetítője legyen. Ugyan az összes mérkőzés a KJZZ csatornán fog megjelenni, a Sinclairnek van joga, hogy a KUTV-n is adjon a csapattal kapcsolatos műsorokat, illetve egyes mérkőzéseket. A megegyezés része egy streaming szolgáltató is, aminek nem lesz tagja a KJZZ-TV. Az AT&T SportsNet Rocky Mountain a nyár során felvette a SportsNet Rocky Mountain nevet, majd 2023. október 21-én szűnt meg.
A Houston Rockets és a MLB-ben szereplő Houston Astros megvásárolták az AT&T SportsNet Southwestet és a Space City Home Network nevet adták neki, 2023. október 3-án.